# Hogna maderiana
Hogna maderiana är en spindelart som först beskrevs av Charles Athanase Walckenaer 1837.  Hogna maderiana ingår i släktet Hogna och familjen vargspindlar.
Artens utbredningsområde är Madeira. Inga underarter finns listade i Catalogue of Life.